# Cephalophyllum corniculatum
Cephalophyllum corniculatum es una especie de planta suculenta perteneciente a la familia de las aizoáceas. Se encuentra en África.

## Descripción
Es una planta suculenta perennifolia  de pequeño tamaño que alcanza los 8 cm de altura. Se encuentra en Sudáfrica a una altitud de 200 a 350 metros.

## Taxonomía
Cephalophyllum corniculatum fue descrita por (L.) Schwantes, y publicado en Gartenflora 77: 69. 1928.
Etimología
Cephalophyllum: nombre genérico que deriva de las palabras griegas: cephalotes = "cabeza" y phyllo = "hoja".
corniculatum: epíteto latino que significa "con cuernos".
Sinonimia
- Mesembryanthemum corniculatum L. (1762) basónimo
- Mesembryanthemum dissimile N.E.Br.
- Cephalophyllum dissimile (N.E.Br.) Schwantes
- Mesembryanthemum validum Salm-Dyck
- Cephalophyllum ceresianum L.Bolus (1932)